# بيرند لوبه
بيرند لوبه (بالألمانية: Bernd Laube)‏ هو لاعب كرة قدم ألماني في مركز الوسط، ولد في 13 نوفمبر 1950 في بوتروب في ألمانيا، وتوفي في 5 ديسمبر 2012. شارك مع منتخب ألمانيا تحت 18 سنة لكرة القدم. أما مع النوادي، فقد لعب مع نادي هرتا برلين ويان ريغينسبورغ.

## وصلات خارجية
- بيرند لوبه على موقع قاعدة بيانات كرة القدم.إي يو (الإنجليزية)
- بيرند لوبه على موقع بيانات كرة القدم. دي إي (الألمانية)